# Denis Kiwanuka Lote
Denis Kiwanuka Lote (* 25. März 1938 in Pallisa; † 24. April 2022 in Kampala) war ein ugandischer Geistlicher und römisch-katholischer Erzbischof von Tororo.

## Leben
Denis Kiwanuka Lote empfing nach seiner theologischen Ausbildung am 19. Dezember 1965 die Priesterweihe. 
Papst Johannes Paul II. ernannte ihn am 20. Mai 1991 zum Bischof von Kotido. Die Bischofsweihe spendete ihm der Erzbischof von Kampala, Emmanuel Wamala, am 18. August desselben Jahres; Mitkonsekratoren waren James Odongo, Militärbischof von Uganda und Bischof von Tororo, und Paul Lokiru Kalanda, Bischof von Fort Portal.
Am 27. Juni 2007 wurde er zum Erzbischof von Tororo ernannt und am 14. September desselben Jahres in das Amt eingeführt. Papst Franziskus nahm am 2. Januar 2014 seinen altersbedingten Rücktritt an.
Denis Kiwanuka Lote starb im April 2022 im Alter von 84 Jahren im Nsambay Hospital in Kampala.